# Васильчук Євген Олегович
Васильчук Євген Олегович (нар. 22 березня 1984) — доктор політичних наук України, дослідник та публіцист з проблем молодіжного радикалізму, політичного екстремізму та теорії національної безпеки.

## Освіта
У 2006 році отримує освіту у Черкаському державному технологічному університеті на факультеті економіки та управління, де протягом 2014‑2016 років викладає .
Протягом 2008‑2010 років навчався у магістратурі державної служби Івано-Франківського національного технічного університету нафти і газу за спеціальністю «адміністративний менеджмент» .
У 2012‑2015 роках проходив підготовку у докторантурі Національного інституту стратегічних досліджень при Президентові України за спеціальністю 21.01.01 – основи національної безпеки держави (політичні науки).

## Професійна діяльність
Протягом 2006‑2011 років  працював у апараті Черкаської міської ради на різних посадах.
З 2011 року на викладацькій роботі у вишах міста Черкаси.

## Наукова діяльність
Службу в органах місцевого самоврядування поєднував з дослідницькою роботою.
У 2010 захистив дисертацію на здобуття наукового ступеня кандидата політичних наук зі спеціальності 23.00.03 – політична культура та ідеологія на тему: «Етнонаціоналізм як політична ідеологія в умовах суспільства, що трансформується (на прикладі Всеросійського суспільно-патріотичного руху «Російська національна єдність»)» . 
З 2011 р. зосередився виключно на науковій та викладацькій діяльності. 
На початку 2014 року ним започатковано серію наукових праць «Проблеми національної безпеки». у якій представлено результати наукових досліджень у сфері протидії екстремістським і терористичним загрозам національній безпеці Української держави. 
Першою у межах цієї серії побачила світ монографія «Політичний радикалізм та екстремізм у молодіжному середовищі України» за темою докторської дисертації Є.О. Васильчука . 
На основі кандидатської дисертації у 2015 році було видано монографію «Російський екстремізм в Україні» .
Поряд із цим у сфері наукових інтересів Є.О. Васильчука опиняються проблеми молодіжного радикалізму. Незадовго до захисту докторської дисертації у 2016 році побачила світ монографія «Субкультурний молодіжний радикалізм», у якій досліджено ідейно-світоглядні аспекти та особливості інституціоналізації субкультурного молодіжного радикалізму . 
У 32 роки за результатами підготовки у докторантурі Національного інституту стратегічних досліджень при Президентові України захистив дисертацію на здобуття наукового ступеня доктора політичних наук зі спеціальності 23.00.03 – політична культура та ідеологія на тему: «Молодіжний політичний радикалізм та екстремізм у сучасній Україні» .
Відгуки на результати його наукових пошуків надійшли з Грацького університету імені Карла і Франца (м. Грац, Австрія), Техаського технологічного університету (м. Лаббок, Сполучені Штати Америки), Генуезького університету (м. Генуя, Італія) та інших країн.
У 2017 році разом із молодим черкаським дизайнером Романом Шпильовим Є.О. Васильчук започатковує нову серію наукових праць з проблем політичного радикалізму та екстремізму під назвою «Альтернативна стратегія». Першим результатом роботи цього творчого тандему стала видана у 2017 році монографія «Незаконні воєнізовані та збройні формування в Україні» .  
Ескалація ультраправого насильства в Україні стала предметом окремого дослідження Є.О. Васильчука. У 2018 році виходить з друку його монографія «Правий радикалізм в Україні», присвячена феномену правого радикалізму, який останніми роками став значною соціальною та політичною проблемою в Україні . 

Останньою монографію за авторством Є.О. Васильчука стала книга «Лівий радикалізм та анархізм в Україні», видана наприкінці 2019 року  . 

## Громадська діяльність
Протягом 2005‑2006 років був помічником-консультантом народного депутата України.
З 2012 стає керівником Черкаського відділення наукового віснику «Гілея», а після захисту докторської дисертації у 2016 році є членом його редколегії  у рубриці з політичних наук .
У цьому ж році виступив на парламентських слуханнях «Ціннісні орієнтації сучасної молоді» у Верховній Раді України щодо стрімкої радикалізації сучасного молодіжного середовища України та можливих наслідків цього процесу .
Як експерт бере участь у різноманітних політичних телепрограмах. У 2019 році за запрошенням Комітету Верховної Ради України з питань освіти і науки дав розлоге інтерв’ю парламентському каналу «Рада» у програмі «Наука ХХІ» щодо результатів своїх наукових досліджень .

## Нагороди та відзнаки
- Почесна грамота Міністерства України у справах сім’ї, молоді та спорту (наказ Міністра України у справах сім’ї, молоді та спорту від 20.06.2007 р. №2234) [2].
- Подяка міського голови м. Черкаси за вагомий особистий внесок у підготовку та проведення заходів з нагоди 63-ї річниці Перемоги у Великій Вітчизняній війні 1941-1945 рр. [2]
- Диплом за перемогу в обласному конкурсі «Молодіжний лідер Черкащини – 2008» у номінації «Молодий працівник органів місцевого самоврядування» [2].
- Премія Верховної Ради України за внесок молоді у розвиток парламентаризму, місцевого самоврядування (Постанова Верховної Ради України від 02.10.2012 № 5390-VI) [12].
- Грант Президента України для реалізації проекту «Соціокультурна та інформаційно-психологічна деактивація проявів екстремізму в молодіжному середовищі України: «Крок до толерантності» (Розпорядження Президента України № 349/2013-рп від 27.11.2013) [13].
- Премія Кабінету Міністрів України за особливі досягнення молоді у розбудові України (розпорядження Кабінету Міністрів України від 14.09.2016 № 671-р) [14].
- Премія Президента України для молодих вчених (Указ Президента України від 29.12.2017 р. №458/2017) [15]
- Іменна стипендія Верховної Ради України для найталановитіших молодих учених (Постанова Верховної Ради України № 2502-VIII від 11.07.2018) [16]
- Премія Верховної Ради України найталановитішим молодим ученим в галузі фундаментальних і прикладних досліджень та науково-технічних розробок (Постанова Верховної Ради України № 2670-VIII від 15.01.2019) [17].